# Sony Ericsson W710i
Sony Ericsson W710i為Sony Ericsson於2006年10月20日所推出的行動電話，內建200萬畫素相機。此機種除了強調W系列的音樂功能外。還是專為了運動家所設計的，與Z710i為雙胞胎機，而與Nokia 5500 Sport為競爭對手。
W710i是Walkman系列手機繼繼W300i後第二款摺疊機種，與W700i的型號相近，會讓人誤以為是W700i的小改款，其實不是，W710i外觀走年輕運動風，連內建功能都以此為主。

## 功能
- Walkman 音樂播放器
- 均衡器及MegaBass™
- 音樂檔案格式：MP3、AAC、ACC+及eACC+·
- 音樂檔案伸延：.mp3、.m4a、.mp4、.wav·
- TrackID 音樂識別
- Disc2Phone 電腦軟件
- 立體聲免提通話裝置
- 飛航模式
- 立體聲 RDS FM 收音機
- MusicDJ 、PlayNow 、錄音機、64和弦鈴聲
- 200萬像素數碼相機
- 2.5倍數碼變焦
- 網上相片日誌
- PictBridge
- PhotoDJ
- 短片攝錄及播放
- 短片及音效串流
- VideoDJ
- 短片檔案格式：3GPP及MPEG-4
- 短片檔案伸延：.3gp及.mp4
- 電郵、SMS及MMS多媒體短信
- 智能輸入法
- Fitness運動應用程式
- Access NetFront 網頁瀏覽器
- RSS新聞閱讀器
- 3D立體遊戲
- 通訊錄、行事曆、桌面主題、動態背景圖像、免提擴音器
- 藍芽，支援A2DP立體聲音效
- 紅外線
- 支援最高1GB Memory Stick Micro™ (M2™)
- USB 接駁線
- PC 同步化
- Java MIDP 2.0
- facebook連結功能